# Jimi Tenor
Jimi Tenor (rođen 1965. kao Lassi Lehto) je finski glazbenik. Prvi album Total Capacity of 216,5 Litres je sa svojim bandom Jimi Tenor & His Shamans objavio 1988. a solo karijeru započinje albumom Sähkömies1994. s kojeg je skinut hit singl "Take Me Baby".

## Diskografija

### Jimi Tenor and his Shamans
- Total Capacity of 216,5 Litres, 1988
- Diktafon, 1989
- Mekanoid, 1990
- Fear of a Black Jesus, 1992

### Solo
- Europa, 1995
- Sähkömies, 1994
- Intervision, 1997
- Venera EP, 1998
- Organism, 1999
- Out Of Nowhere, 2000
- Cosmic Relief EP, 2001
- Utopian Dream, 2001
- Higher Planes, 2003
- Beyond The Stars, 2004
- Sunrise, 2006
- Deutsche Grammophon ReComposed by Jimi Tenor, 2006
- Live in berlin, 2007
- Joystone, 2007

## Vanjske poveznice
- Službene stranice
- Jimi Tenor & His Shamans Fanpage